# Hennie Strydom
Hennie A. Strydom (* 1956 in Südafrika) ist ein südafrikanischer Jurist und Professor an der Universität Johannesburg.

## Leben
Strydom wurde in Südafrika geboren. Seine universitäre Ausbildung erhielt er unter anderem an der Universität des Freistaates in Bloemfontein. Dort wurde ihm 1977 der Abschluss BJuris und 1979 der Bachelor of Laws verliehen. Drei Jahre später erhielt er dort auch seinen Master of Laws. Seine akademische Karriere begann Strydom 1983 an seiner Alma Mater, wo er zunächst als Dozent Vorlesungen im Völkerrecht hielt. Im Jahre 1989 erwarb er den LL.D. an der UNISA. 1995 erhielt er einen Ruf auf eine Professur. Im Jahr 2002 wechselte er als Professor für Verwaltungs- und Völkerrecht an die Rand Afrikaans University, eine Vorgängeruniversität der Universität Johannesburg. Dort leitet er zurzeit das LL.M.-Programm. Zu seinem Forschungsgebiet gehört das Umweltrecht. Daneben befasst er sich vor allem mit Fragen der Menschenrechte. Neben seiner beruflichen Tätigkeit steht er zurzeit der südafrikanischen Sektion der International Law Association vor.

## Publikationen (Auswahl)
- Are climate change policies justifiable?. In: Journal for South African Law. 2, 2011, S. 373–382.
- Prohibited Weapons and Means and Methods of Warfare in the Rome Statute of the International Criminal Court. In: South African Yearbook of International Law. 35, 2010, ISSN 0379-8895, S. 97–110.
- An Overview of the UN Draft Convention on Private Military and Security Companies. In: African Yearbook on International Humanitarian Law. 2009/10, ISSN 1997-8391, S. 121–136.